# Ruud Hesp
Rudolfus Hubertus Hesp detto Ruud (Bussum, 31 ottobre 1965) è un allenatore di calcio ed ex calciatore olandese, di ruolo portiere.
Ha un fratello minore, Danny, che è stato anch'egli calciatore professionista.

## Carriera

### Calciatore

#### Club
Hesp iniziò la sua carriera nella stagione 1985-1986 con l'Haarlem, poi si trasferì al Fortuna Sittard, dove giocò per 7 anni (1987-1994). Successivamente firmò per il Roda (1994-1997) per poi trasferirsi al Barcellona (1997-2000). In seguito tornò nuovamente al Fortuna Sittard, dove chiuse la carriera nel 2002.

#### Nazionale
Benché fosse nella rosa dei convocati della Nazionale olandese per gli Europei 1996 e i Mondiali 1998 non riuscì mai a collezionare una presenza con la Nazionale del suo paese, chiuso dal titolare Edwin van der Sar e dal suo sostituto Ed de Goeij.

### Allenatore
Nella stagione 2006-2007 Hesp ha assunto il ruolo di allenatore dei portieri nel Roda. Successivamente ricopre lo stesso ruolo nella Nazionale olandese (dal 2006 al 2012), nel Groningen (dal 2007 al 2013) e nel PSV (a partire dal 2013).

## Palmarès

### Club

#### Competizioni nazionali
- Coppa dei Paesi Bassi: 1

Roda JC: 1996-1997
- Coppa di Spagna: 1

Barcellona: 1997-1998
- Campionato spagnolo: 2

Barcellona: 1997-1998, 1998-1999

#### Competizioni internazionali
- Supercoppa UEFA: 1

Barcellona: 1997

### Individuale
- Portiere dell'anno dell'Eredivisie: 1

1989